# Sint-Antonius van Paduakerk (Heusden)
De Sint-Antonius van Paduakerk is de parochiekerk van de tot de Nederlandse gemeente Asten behorende plaats Heusden, gelegen aan Vorstermansplein 14.
Deze eenbeukige kerk werd gebouwd in 1921 naar ontwerp van Hendrik Vorstermans. De bakstenen kerk werd uitgevoerd in neogotische stijl. De kerk heeft een spitse dakruiter als toren.
De voorgevel heeft een kerkportaal dat geflankeerd wordt door twee kapellen.
Het kerkje is geklasseerd als gemeentelijk monument.